# Del Castilho Football Club
Del Castilho Football Club foi uma agremiação esportiva brasileira sediada no Rio de Janeiro fundada a 31 de agosto de 1914.

## História
Originalmente tendo grafia original Del Castillo, sediava-se na Avenida Suburbana, 3.743, em Del Castilho. Sua fonte de renda vinha, sobretudo, da mensalidade dos seus sócios, que pagavam 2$000 (2 mil reis). A sua diretoria era composta por pessoas de diversas áreas como funcionários públicos, um eletricista, dois trabalhadores do comércio e um operário, o diretor esportivo.
Entre 1914 a 1920, o time era verde e branco (fundo verde com estrela branca e letras verdes). A partir do dia 12 de setembro de 1920, quando inaugurou a sua Praça de Esportes, o Del Castilho adotou as cores vermelha e branca (fundo vermelho com estrela branca e letras vermelhas). Uma curiosidade é o fato do time ter atuado, em algumas ocasiões, com o escudo vermelho e o uniforme verde, demonstrando que ainda nutria uma relação firme com a época em que era alviverde.
Em 1915, integrou a Associação Atlética Suburbana (AAS). Entre 1917 a 1921, participou do Campeonato da Segunda Divisão, organizado pela Liga Suburbana de Football (LSF). O time-base era composto de Silva; Marcos e Valeriano; Valle J., Gomes e Lopes; Alberto,  Ramos (Capitão), Ventura, Eduardo e Farias.
O Del Castilho inaugurou a sua praça de esportes, no 12 de setembro de 1920 e, aproveitando essa nova etapa, decidiu estrear o seu novo uniforme na cor vermelha.
Em 1930 o clube disputava as competições profissionais de futebol da Associação Metropolitana de Ping-Pong com outros clubes que viriam a participar das divisões inferiores do Campeonato Carioca de Futebol, como o Argentino Football Club.
Após passar por ligas menores, nos anos 30, decidiu alçar voos maiores e se filiou à Associação Metropolitana de Esportes  Athleticos (AMEA), pela qual disputou o Campeonato Carioca da 2ª Divisão, em 1932. Nessa competição o time fez uma excelente campanha e terminou em segundo lugar, um ponto a menos do que o Fluminense ‘B’. Em 1933, seguiu na Segundona, mas dessa vez pela Liga Carioca de Football (LCF), ficando em 6º lugar, em certame vencido pelo São Cristóvão Atlético Clube. Em 1934, terminou em 3º lugar.
Em 20 de dezembro de 1934, entrou em vigor o decreto lei reconhecendo o Del Castilho como uma entidade de Utilidade Pública Municipal. No dia 22 de agosto de 1936, ajudou a fundar a Federação Athletica Suburbana (FAS), pela qual disputou todas as edições de 1936 a 1942.  
Em 1936, sagra-se vice-campeão do Torneio Início ao perder a final para o Modesto Football Club. Em 1938, foi vencedor da Série Benedito Sarmento, de segundos quadros, e vice-campeão de segundos quadros, capitulando diante do Sport Club Abolição. Em 1941, vence o campeonato de segundos quadros, derrotando o Brasil Novo Atlético Clube. 
Em 1943, com o fim da Federação Atlética Suburbana, passa a integrar a terceira categoria da Federação Metropolitana de Futebol. No mesmo ano sagra-se campeão juvenil e da Taça Eficiência. No ano seguinte bate o Atlético Clube Nacional e vence o Torneio Início da terceira categoria da Federação Metropolitana de Futebol. 
Em 1944, conquista seu título mais importante. O de campeão da terceira categoria da Federação Metropolitana de Futebol. A equipe rubra venceu sua chave na primeira fase e, no triangular final, superou o Sport Club União e o Distinta Futebol Clube. 
O time campeão foi composto por Raul, Henrique e Capixaba; Nonô, Darly e Medalha; Waldemar, Foca, Zé Russo, Alfredo e Anão. 
A partir de 1949 passou a integrar o Departamento Autônomo, da Federação Metropolitana de Futebol.

## Títulos
- Vice-campeão do Torneio Início da Federação Atlética Suburbana: 1936;
- Vice-campeão de segundos quadros da Federação Atlética Suburbana: 1938;
- Campeão de segundos quadros da Divisão Benedito Sarmento da Federação Atlética Suburbana: 1938;
- Campeão de segundos quadros da Série Mário Calderaro da Federação Atlética Suburbana: 1941;
- Campeão de segundos quadros da Federação Atlética Suburbana: 1941;
- Campeão de segundos quadros da Federação Metropolitana de Futebol, categoria juvenil: 1943;
- Campeão da Taça Eficiência dos segundos quadros da Federação Metropolitana de Futebol: 1943;
- Campeão do Torneio Início da terceira categoria da Federação Metropolitana de Futebol: 1944;
- Campeão da terceira categoria da Federação Metropolitana de Futebol: 1944;
- Campeão juvenil da série Urbana do Departamento Autônomo: 1949;
- Vice-campeão juvenil geral do Departamento Autônomo: 1949;
- Campeão do Torneio Início, Série Urbana, do Departamento Autônomo: 1950;
- Vice-campeão do Torneio Início do Departamento Autônomo: 1950;
- Vice-campeão juvenil da série Urbana do Departamento Autônomo: 1951;
- Campeão de aspirantes da Série Mário Calderaro do Departamento Autônomo: 1953;

## Fonte
- VIANA, Eduardo. Implantação do futebol Profissional no Estado do Rio de Janeiro. Rio de Janeiro: Editora Cátedra, s/d.